# Most konstrukce Bailey
Most konstrukce Bailey (Bailey Bridge, Baileyův most, Baileyho most, bejlina) je typ přenosného, prefabrikovaného příhradového mostu. Vyvinuli jej Britové během 2. světové války a našel rozsáhlé využití u britských, amerických a kanadských ženijních jednotek.
Konstrukce Bailey je výhodná díky tomu, že pro montáž nevyžaduje žádné těžké nástroje nebo speciální vybavení. Dřevěné a ocelové prvky jsou malé a dostatečně lehké, aby šly přepravovat v běžných nákladních automobilech a na místě zvedat ručně, bez jeřábu. Most přitom unese i tanky.

## Vznik konstrukce a její válečný význam

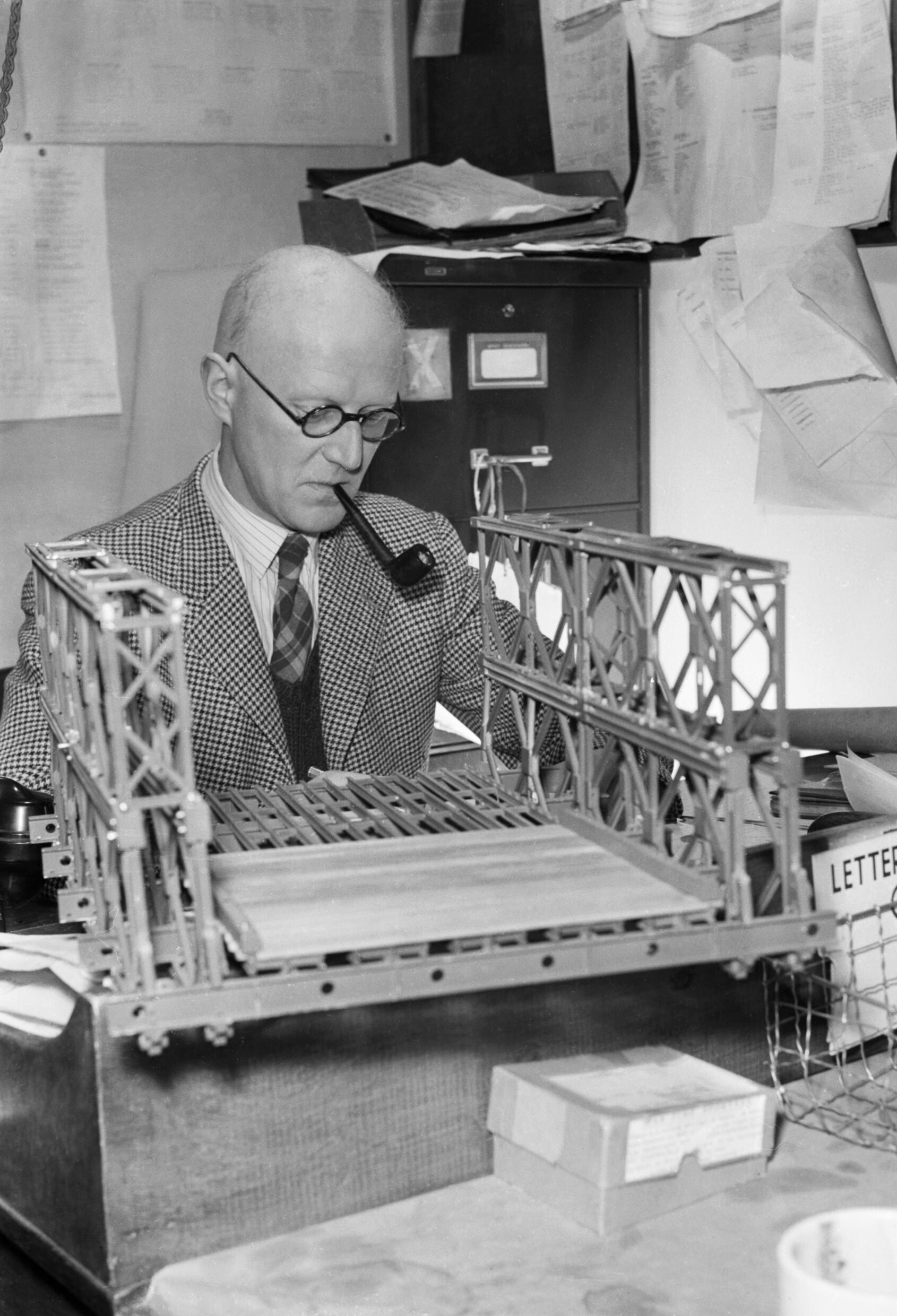
Tvůrce mostní konstrukce D. C. Bailey, UK, 1944

Donald Coleman Bailey (1901–1985) byl civilním pracovníkem na britském ministerstvu války. V roce 1940 svým nadřízeným předložil návrh nového typu mostu. Po nezbytných zkouškách se most poprvé v praxi osvědčil roku 1942 na severoafrické frontě. Po zahájení licenční výroby v USA se stal ikonou spojenecké invaze.
Baileyho mosty ohromně přispěly k ukončení druhé světové války. Při svých operacích s 8. armádou v Itálii a 21. armádní skupinou v severozápadní Evropě bych bez Baileyho mostů nikdy neudržel rychlost a tempo pohybu vpřed.
Polní maršál Bernard Montgomery, 1947
D. C. Bailey byl za svou konstrukci roku 1946 povýšen do rytířského stavu.

## Mírové využití

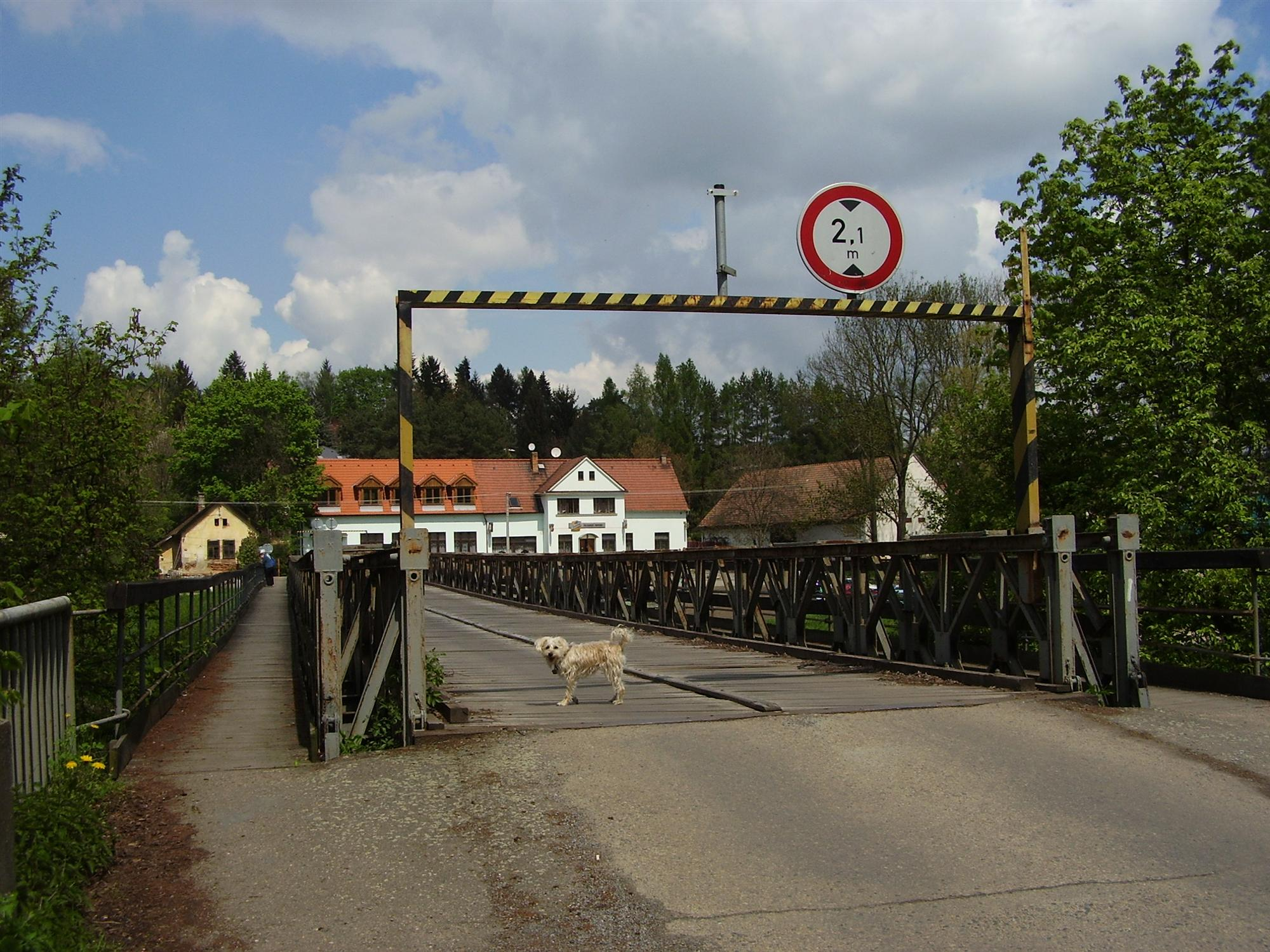
Baileyův most přes Sázavu mezi Čtyřkoly a Lštěním

Po válce bylo mnoho připravených konstrukcí využito k obnově válkou zničených komunikací po celé Evropě. Jen na území bývalého Československa zůstalo na 12 000 tun těchto zařízení z pomocné akce Spojených národů pro země postižené válkou (UNRRA). Na mnoha místech slouží dodnes.
Dodneška se také konstrukce Bailey využívá jako provizorní přemostění pro pěší i automobilový provoz např. při uzavírkách mostů kvůli rekonstrukci nebo havárii.

## Baileyho mosty v Česku
- Čtyřkoly – Lštění (přes Sázavu)
- Třebíč-Polanka (přes Jihlavu); most bude pravděpodobně přemístěn na jiné míst, město uvádí, že pro svůj stav most nevyhovuje přemostění. Bylo uvedeno, že most může být přenesen a vystaven nebo využit pro přemostění jinde.[5]
- Třebíč-Poušov (přes Jihlavu); most v Třebíči-Poušově byl odstraněn 29. srpna 2023 – mohl by být nahrazen konstrukcí z kůrovcového dřeva, která by měla být nejdelší v Evropě[6]
- Slezské Předměstí – Malšovice (přes Orlici)
- Vojkovice nad Ohří (přes Ohři)
- Olomouc-Lazce (přes Moravu) z roku 1947
- Oloví (přes Ohři)[7]
- Ivančice
- Bulhary (přes Dyji)
- Předklášteří (přes Svratku) – v roce 2010 nahrazen mostem z dodatečně předpjatého betonu[8]
- Návarov (přes Kamenici) – v roce 2015 nahrazen mostem z předpjatého betonu[9]
- Rusava (přes Rusavu)
- Dolní Loučky (přes Libochovku)
- Mnichovo Hradiště (přes Jizeru) – snesen v polovině 90. let
- Klíčov (přes Mži)[10]
- Černvír (přes Svratku) – nahrazen železobetonovým mostem
- Kunětice (přes Labe)
- Mělice – Valy (přes Labe) – demontován v roce 2019 kvůli nahrazení novým mostem[11]
- Pardubice (lávka přes Chrudimku pod nemocnicí)
- Rabštejn (přes Kamenici)
- Kácov (přes Sázavu) – hojně využíván filmaři
- Sobčice (přes Sázavu)
- Ústí nad Orlicí (od města k nádraží přes Tichou Orlici)[12]